# Tirano Banderas
Tirano Banderas (sous-titré Novela de tierra caliente) est un roman de Ramón María del Valle-Inclán, paru en 1926. Premier roman du cycle esperpéntico, suivi par la série de romans intitulée El ruedo ibérico, publiée à partir de 1927, il est considéré par la critique comme l'une des œuvres clefs du développement du courant littéraire de l'Esperpento. Ce roman fait partie de la liste des 100 meilleurs romans en espagnol du XXe siècle établie par le quotidien espagnol, El Mundo. Tirano Banderas influença les plus grands auteurs latino-américains du XXe siècle, dont Gabriel García Márquez, notamment pour l'écriture de L'Automne du patriarche.

## Résumé
Le roman Tirano Banderas raconte la chute du dictateur sud-américain Santos Banderas, qui dirige la région imaginaire de Santa Fe de Tierra Firme de façon despotique et cruelle, se maintenant au pouvoir par la terreur et l'oppression. L'œuvre décrit le comportement du tyran et le début du mouvement révolutionnaire qui, profitant de sa bêtise, finira par le renverser.

## Caractéristiques de l'œuvre
Tirano Banderas évoque littérairement le thème de la dictature. Le roman s'inscrit dans le genre de la novela del dictador (« roman du dictateur »), né avec la publication en 1845 de Facundo o civilización y barbarie en las pampas argentinas de Domingo Faustio Sarmiento[Qui ?], et illustré, entre autres auteurs, par Augusto Roa Bastos. Le dictateur, Tirano, son État, la Tierra caliente, et l'intrigue de l'œuvre sont à considérer davantage comme des synthèses littéraires d'un ensemble de traits caractéristiques communs à toute l'Amérique du Sud, plutôt que comme la seule transposition littéraire de personnages, de lieux et de faits historiques réels. 
Du fait de l'écriture esperpéntica, l'œuvre fait défiler, au côté du dictateur, de jeunes intellectuels, des caciques, des pauvres. L'une des grandes richesses du roman réside dans le choix du vocabulaire, rempli d'une grande variété d'américanismes, ce qui crée une ambiance parfaitement reconnaissable, très sud-américaine, dans laquelle s'ancre parfaitement le thème principal de l'œuvre. La structure du roman est conçue selon un plan fragmentaire, caractérisé par le recours à des chapitres courts, qui sont autant de scènes closes et autonomes, qui créent la sensation d'un rythme interne vif et soutenu. Toute description y est complètement déformante et dégradante. Tirano Banderas donne à lire une description de la société hispano-américaine des plus intéressantes, qui reflète la connaissance intime qu'en avait Valle Inclán, qui avait séjourné au Mexique en 1892.

## Représentations théâtrales en espagnol
Le roman Tirano Banderas a fait l'objet d'adaptations théâtrales.
- Teatro Español, Madrid, 3 octobre 1974.
  - Direction: José Tamayo.
  - Scénographie: Emilio Burgos.
  - Interprète: Ignacio López Tarso, Ramón Durán, Társila Criado, Guillermo Hidalgo, Manuel Gallardo, José Vivó, Ramón Pons, Silvia Tortosa, María Jesús Lara, Antonio Iranzo.

- Teatro Español, Madrid, 10 octobre 2013.
  - Direction: Oriol Broggi.
  - Interprètes: Emilio Echevarría, Emilio Buale, Pedro Casablanc, Joaquín Cosío, Rafa Cruz, Vanesa Maja.

## Adaptation
- 1993 : Tirano Banderas, film espagnol réalisé par José Luis García Sánchez, d'après le roman éponyme, avec Gian Maria Volontè et Ana Belén

## Éditions françaises
- Traduction de Claude Fell, Paris, Flammarion, 1979  (ISBN 2-08-064238-3)
- Traduction de Claude Fell, Paris, Seuil, coll. « Points. Romans » no 486, 3 octobre 1991,  (ISBN 2-02-013158-7)